# Gautas
No confundir con godos

Suecia en el siglo XII, antes de la incorporación de Österland.
Gautas
Sueones
Gotlandeses

Los gautas (en anglosajón: Geats; en nórdico antiguo: gautar; en sueco: götar; en danés: gøtar) fueron un antiguo pueblo de origen germánico que habitó el sur de Suecia, famosos por uno de sus reyes legendarios, Beowulf, protagonista del poema anglosajón anónimo. Están asociados con la región de Gotia o Gautlandia (tierra de los gautas) en la Suecia moderna. 
A propósito de la traducción del poema épico Beowulf, los gautas fueron confundidos en varias ocasiones con los jutos de Dinamarca. Si bien en el mismo poema se diferencia entre los jutos, a los que Beowulf va a ayudar en la primera parte, y los godos. De este último pueblo era originario el héroe y a ellos se encuentra gobernando en la segunda parte del poema, cuando se enfrenta a un dragón.
La parofonía entre godos y gautas (guter, götar, göttar) y jutos (juther, Jyl) y la contigüidad de los primeros territorios que estas etnias habitaron en la región escandinava, así como la filología de sus lenguas, señalan una evidente proximidad y un probable origen común previo a las invasiones bárbaras ocurridas entre los siglos III y V.

## Historia

### Época vikinga
En la Heimskringla, Snorri Sturluson escribe sobre varias batallas durante el siglo IX entre los noruegos, mandados por el rey Harald I de Noruega, y los gautas, que tuvieron que luchar sin la ayuda del rey sueco Erik Anundsson. Además escribió sobre la expedición en Götaland de Haakon I de Noruega, sobre la batalla de Harald Blåtand contra Jarl Ottar de Östergötland y sobre las batallas de Olaf II el Santo contra los gautas durante la guerra contra Olaf Skötkonung.

### Edad Media
Los gautas estaban tradicionalmente divididos en pequeños reinos sin importancia, los cuales tenían sus propios Things (asambleas populares) y leyes. El más grande de estos distritos es el de Vestrogotia, y era aquí donde estaba el Thing de todos los gautas, el cual se renovaba cada año, en la zona de Skara. 
A diferencia de los sueones, quienes se organizaban en hundreds, los gautas lo hacían en hærrad, como los noruegos y los daneses. Sorprendentemente, sería el nombre "gauta" el que llegaría a ser común en el reino sueco. Esta posibilidad está relacionada con el hecho de que varios reyes suecos medievales eran de origen gauta y a veces vivían principalmente en Gotia.
En el siglo XI, la dinastía sueca de la Casa de Munsö se extinguió con Emund el Viejo. Stenkil, un gauta, fue elegido rey de Suecia, siendo los gautas en ese momento un grupo muy influyente en el naciente reino de Suecia como reino cristiano. Sin embargo, esta elección sumió al reino en disturbios entre cristianos y paganos, entre gautas y suiones. Los gautas tendían cada vez más hacia el cristianismo, y los suiones cada vez más hacia el paganismo, resultado de la huida del rey cristiano Inge I a Vestrogotia cuando fue derrocado y sustituido en el trono por Blot-Sven, un rey más favorable al paganismo nórdico, en la década de 1080. Inge regresaría para retomar el trono y reinaría hasta su muerte hacia el año 1100.
Los gautas no fueron tratados como iguales por los sueones. En su obra Gesta Danorum (libro 13), el cronista danés del siglo XII Saxo Grammaticus refiere que no eran tenidos en cuenta para la elección a rey, solo los sueones. Cuando la Ley Gauta Occidental o Västgötalagen fue transcrita al papel en el siglo XIII, se recordaba que los gautas habían aceptado la elección de los sueones como se mencionaba en la Piedra de Mora: "Sveær egho konong at taka ok sva vrækæ", que quiere decir "Son los sueones quienes tienen el derecho de elegir y deponer al Rey".
La distinción entre gautas y sueones se mantuvo durante la Edad Media, pero los gautas llegaron a tener cada vez más importancia en las pretensiones nacionales suecas de grandeza, debido a la vieja conexión de los gautas con los godos. Se ha dicho que, puesto que los godos y los gautas eran la misma nación, y los gautas eran parte del Reino de Suecia, esto quiere decir que los suecos habían derrotado al Imperio romano. Las menciones más tempranas de esta valoración provienen del Concilio de Basilea, en 1434, durante el cual la delegación sueca discutió con la castellana sobre quiénes entre ellos eran los auténticos godos. Los castellanos argumentaron que era mejor ser descendiente de los visigodos que de sus parientes que se quedaron en Escandinavia.

### Edad Moderna
Después del siglo XV y la Unión de Kalmar, los gautas y los sueones empezaron a verse ellos mismos como una nación, lo cual estaba reflejado en el empleo de svensk como un topónimo común. Fue originalmente un adjetivo utilizado para referirse a aquellos que pertenecían a las tribus suecas, que eran llamados swear en el idioma sueco. Como muy temprano, en el siglo IX, el término swear era impreciso, pues se usaba para referirse a las tribus suecas o como un término colectivo en el que se incluía también a los gautas, y en este último caso, en el trabajo de Adán de Bremen, los gautas aparecen como una propia nación y como parte del reino sueco. Sin embargo, la asimilación de las dos naciones llevó mucho tiempo. A principios del siglo XX, la enciclopedia Nordisk familjebok mencionaba que la palabra svensk había casi reemplazado a la palabra svear para nombrar al pueblo sueco.